# Lotus Elite
Під найменуванням Elite компанія Lotus Cars випускала дві моделі автомобілів.

## Модель 1957

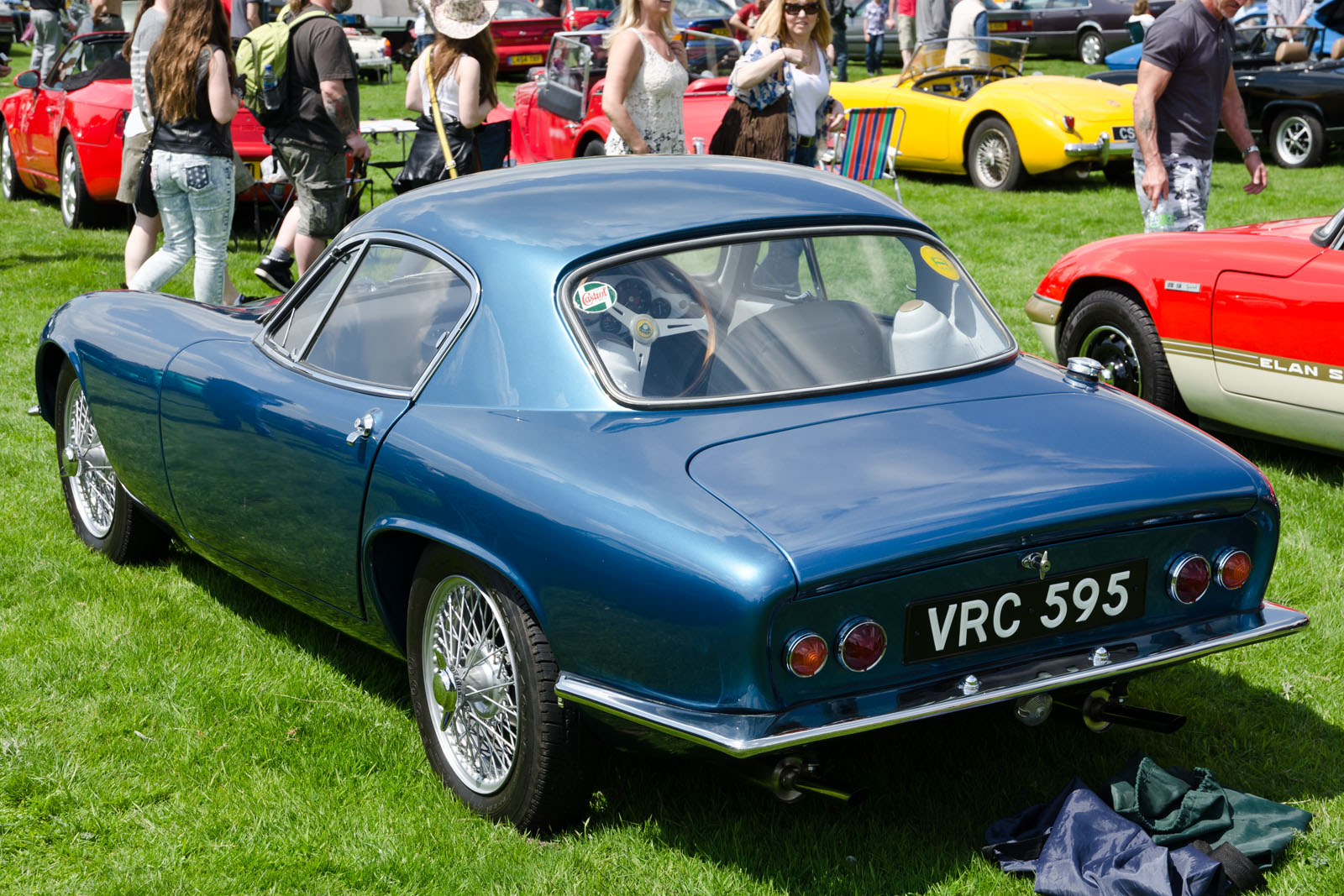

Перший Lotus Elite або Lotus Type 14 випускався з 1957 по 1962 рік включно і був ультралегким двомісним автомобілем з незалежною підвіскою всіх 4-х коліс і закритим кузовом. Привід здійснювався на задні колеса через 4-х швидкісну КПП.
Кузов типу купе виготовлявся з  склопластику і був посилений сталевою рамою в місцях кріплення двигуна і передньої підвіски. Невелика вага, навіть при використанні 75-сильного (55 кВт) двигуна Coventry-Climax, дозволив досягти хороших динамічних показників. Elite, обладнані двигунами CLIMAX, шість разів вигравали гонки «24 години Ле-Мана» у своєму класі.
Машина мала маленький коефіцієнт  аеродинамічного опору — лише 0.29 — хороший показник навіть для сучасних автомобілів. Це тим чудовіший показник, якщо врахувати, що при конструюванні не застосовувалося комп'ютерне моделювання і тестування в  аеродинамічній трубі. Початковий дизайн був виконаний Пітером Кірвайн-Тейлором (Peter Kirwan-Taylor). Остаточний дизайн належить Френку Костіну (Frank Costin) (брат Майка Костіна - один із засновників Cosworth), в той час главі аеродинамічного відділення авіаційної компанії De Havilland.

## Модель 1974 року
Чотиримісний Elite II або Lotus Type 75 (пізніше Lotus Type 83) випускався з 1974 по 1982 роки.
Склопластиковий кузов Elite II, монтувався на сталеве шасі. Автомобіль мав незалежну підвіску всіх 4-х коліс і повністю алюмінієвий двигун. Двигун Lotus 907 з двома розподільними валами мав 4 клапани на циліндр. Автомобіль поставлявся з 5-ти швидкісною ручною КПП, а з січня 1976 року як опція надавалася 4-швидкісна автоматична  КПП.
Автомобіль Elite і Elite II (а також це стосується і Lotus Eclat) відомі тим, що вони важили трохи більше 907 кг (2000 lb).

## Майбутня модель

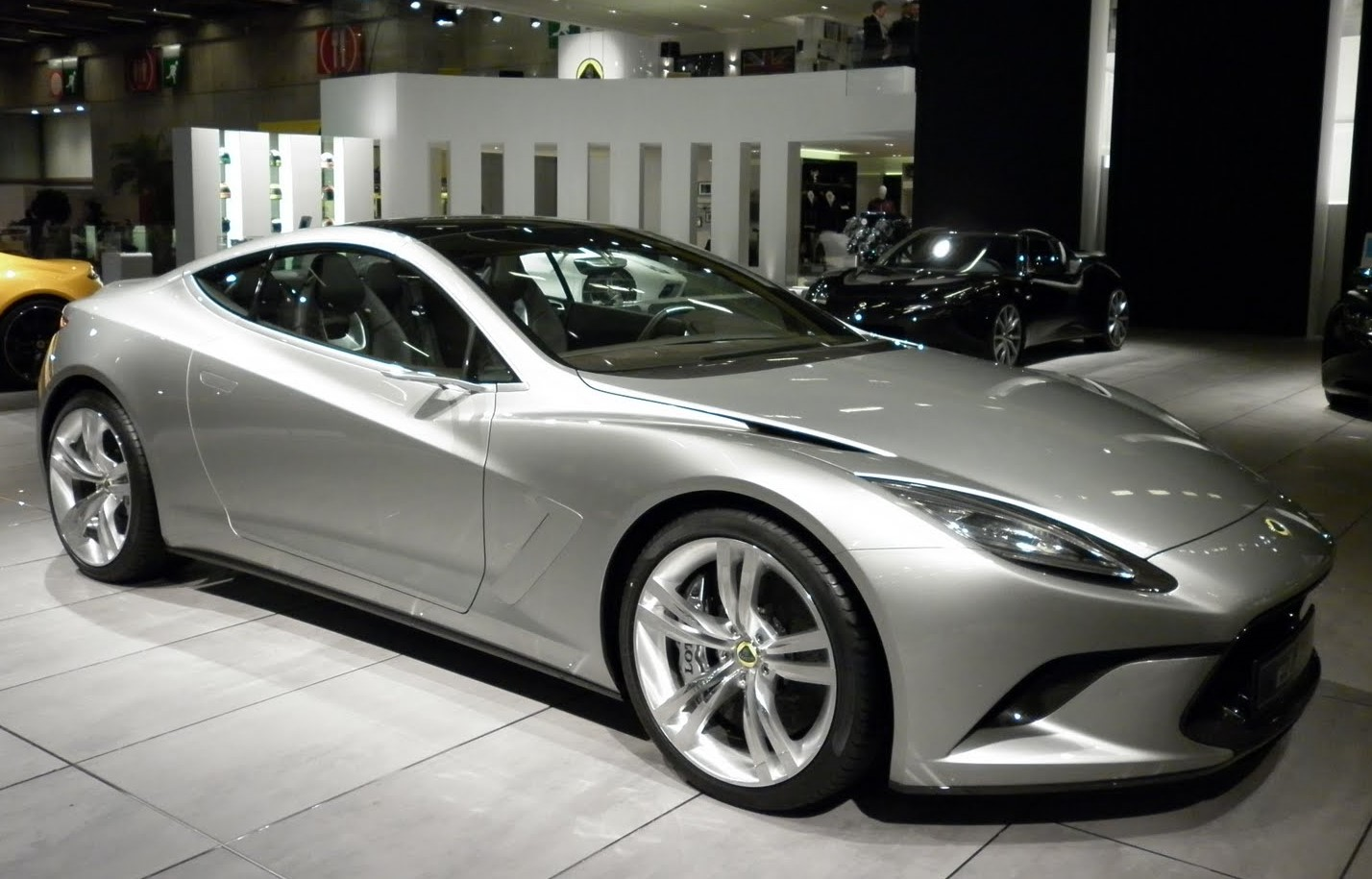
Lotus Elite (з 2014)

На Паризькому автосалоні 2010 року компанія Lotus Cars представила прототип наступного покоління Lotus Elite, яке планували виготовляти з 2014 року.